# Chūryō Morii
Chūryō Morii (jap. 森井 忠良 Morii Chūryō; * 25. Juli 1929 in Kure, Präfektur Hiroshima; † 23. April 2011 in Hiroshima, Präfektur Hiroshima) war ein japanischer Politiker der Sozialistischen Partei Japans (SPJ).

## Leben
Chūryō Morii, der zu den Überlebenden des Atombombenabwurfes auf Hiroshima am 6. August 1945 gehörte, studierte nach dem Schulbesuch an der Waseda-Universität und wurde nach Beendigung des Studiums 1953 Mitarbeiter der Nippon Telegraph and Telephone Public Corporation.
Er begann seine politische Laufbahn in der SPJ und wurde als deren Kandidat 1972 erstmals zum Mitglied in das Unterhaus (Shūgiin) gewählt und vertrat in diesem sieben Legislaturperioden lang bis 1996 den SNTV-Viermandatswahlkreis Hiroshima II, zu dem die Stadt Kure gehörte. Während seiner langjährigen Parlamentszugehörigkeit setzte er sich insbesondere für die Verabschiedung des Gesetzes für die Opfer der Atombombenabwürfe auf Hiroshima und Nagasaki ein.
Fast fünfzig Jahre nach den Atombombenabwürfen berief ihn Premierminister Murayama Tomiichi am 8. August 1995 zum Gesundheits- und Sozialminister (Kōsei-daijin) in dessen umgebildetes Kabinett und damit zum Nachfolger von Shōichi Ide. Das Ministeramt bekleidete er bis zum Rücktritt von Premierminister Murayama am 11. Januar 1996 und übergab das Amt des Gesundheits- und Sozialministers dann an Naoto Kan. 1996 beteiligte er sich an der Gründung der Demokratischen Partei, für die er im gleichen Jahr den durch die Wahlrechtsreform geschaffenen Einzelwahlkreis Hiroshima V an Yukihiko Ikeda verlor.
Chūryō Morii verstarb am 23. April 2011 an den Folgen einer Lungenentzündung und wurde auf einem Friedhof in seiner Geburtsstadt Kure beigesetzt.